# Fontannes
Pour les articles homonymes, voir Charles-François Fontannes.
Fontannes est une commune française située dans le département de la Haute-Loire et la région Auvergne-Rhône-Alpes. Le lieu-dit Frugerolle est rattaché au village de Fontannes.

## Géographie

### Localisation
La commune de Fontannes se trouve dans le département de la Haute-Loire, en région Auvergne-Rhône-Alpes.
Elle se situe à 60 km par la route du Puy-en-Velay, préfecture du département, et à 5 km de Brioude, sous-préfecture
Les communes les plus proches sont : 
Lamothe (2,7 km), Vieille-Brioude (3,1 km), Brioude (3,2 km), Lavaudieu (3,7 km), Javaugues (4,4 km), Frugières-le-Pin (5,5 km), Chaniat (5,6 km), Paulhac (6,1 km).
|                 | Lamothe   | Chaniat   |
| Brioude         | Fontannes |           |
| Vieille-Brioude |           | Lavaudieu |

### Climat
Pour des articles plus généraux, voir Climat d'Auvergne-Rhône-Alpes et Climat de la Haute-Loire.
En 2010, le climat de la commune est de type climat océanique dégradé des plaines du Centre et du Nord, selon une étude du Centre national de la recherche scientifique s'appuyant sur une série de données couvrant la période 1971-2000. En 2020, Météo-France publie une typologie des climats de la France métropolitaine dans laquelle la commune est exposée à un climat de montagne ou de marges de montagne et est dans la région climatique Nord-est du Massif Central, caractérisée par une pluviométrie annuelle de 800 à 1 200 mm, bien répartie dans l’année.
Pour la période 1971-2000, la température annuelle moyenne est de 10,6 °C, avec une amplitude thermique annuelle de 16,2 °C. Le cumul annuel moyen de précipitations est de 655 mm, avec 7,1 jours de précipitations en janvier et 6,3 jours en juillet. Pour la période 1991-2020, la température moyenne annuelle observée sur la station météorologique installée sur la commune est de 11,4 °C et le cumul annuel moyen de précipitations est de 611,9 mm,. Pour l'avenir, les paramètres climatiques de la commune estimés pour 2050 selon différents scénarios d'émission de gaz à effet de serre sont consultables sur un site dédié publié par Météo-France en novembre 2022.
| Mois                                  | jan.            | fév.             | mars           | avril         | mai           | juin          | jui.         | août           | sep.            | oct.            | nov.             | déc.           | année      |
| ------------------------------------- | --------------- | ---------------- | -------------- | ------------- | ------------- | ------------- | ------------ | -------------- | --------------- | --------------- | ---------------- | -------------- | ---------- |
| Température minimale moyenne (°C)     | −0,7            | −0,8             | 1,1            | 3,3           | 7,3           | 10,9          | 12,5         | 12,2           | 8,9             | 6,8             | 2,8              | 0,1            | 5,4        |
| Température moyenne (°C)              | 3,5             | 4,2              | 7,3            | 9,9           | 14            | 17,9          | 20,1         | 20             | 15,9            | 12,3            | 7,3              | 4,2            | 11,4       |
| Température maximale moyenne (°C)     | 7,7             | 9,2              | 13,4           | 16,5          | 20,7          | 24,8          | 27,8         | 27,8           | 22,9            | 17,8            | 11,8             | 8,4            | 17,4       |
| Record de froid (°C) date du record   | −17,1 30.01.05  | −16,3 13.02.1999 | −17,2 01.03.05 | −8,9 08.04.03 | −2,5 06.05.02 | 0,8 03.06.06  | 2,8 17.07.00 | 1,2 29.08.1998 | −1,3 08.09.1996 | −8,8 31.10.1997 | −11,9 22.11.1998 | −14,5 30.12.05 | −17,2 2005 |
| Record de chaleur (°C) date du record | 20,7 05.01.1999 | 23,2 18.02.1998  | 27,1 17.03.04  | 29,5 30.04.05 | 35,5 22.05.22 | 40,9 28.06.19 | 40 07.07.15  | 40,2 23.08.23  | 36,6 05.09.23   | 32,8 02.10.23   | 26,3 08.11.15    | 20,2 31.12.21  | 40,9 2019  |
| Précipitations (mm)                   | 29,9            | 25,4             | 30             | 52,2          | 73,5          | 63,7          | 63,2         | 63,7           | 63,6            | 61,1            | 54,1             | 31,5           | 611,9      |

### Géologie et relief
La commune de Fontannes est séparée de celle de Brioude par la rivière Allier et est située au pied des massifs du Livradois appartenant au Massif central.

### Hydrographie
La commune est traversée par quatre cours d'eau : la rivière Allier, la rivière Senouire et les ruisseaux du Ternivol et de la Dirande.

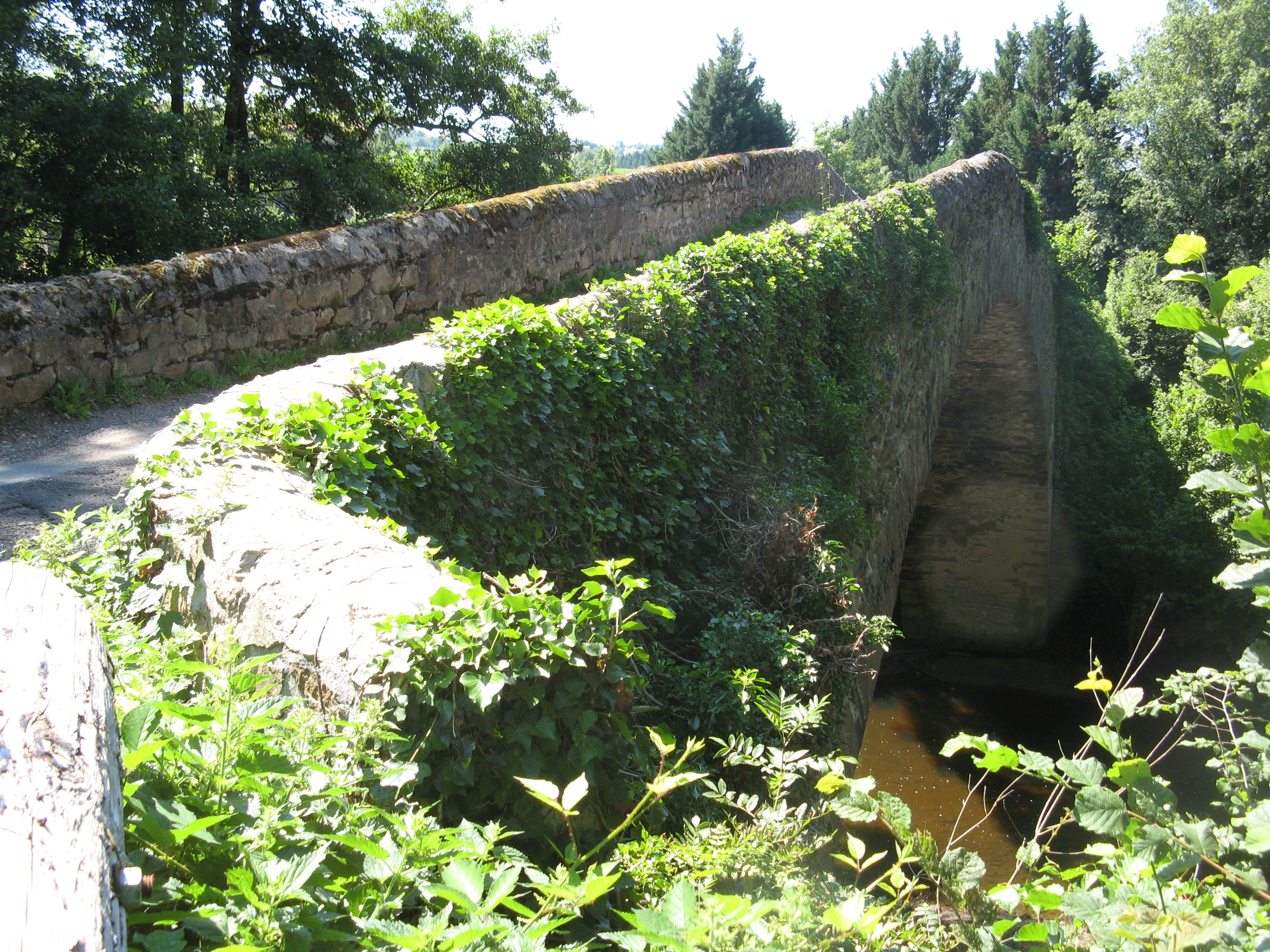
Pont de la Bajasse.

## Urbanisme

### Typologie
Au 1er janvier 2024, Fontannes est catégorisée commune rurale à habitat dispersé, selon la nouvelle grille communale de densité à sept niveaux définie par l'Insee en 2022.
Elle est située hors unité urbaine. Par ailleurs la commune fait partie de l'aire d'attraction de Brioude, dont elle est une commune de la couronne,. Cette aire, qui regroupe 39 communes, est catégorisée dans les aires de moins de 50 000 habitants,.

### Occupation des sols
L'occupation des sols de la commune, telle qu'elle ressort de la base de données européenne d’occupation biophysique des sols Corine Land Cover (CLC), est marquée par l'importance des territoires agricoles (76,8 % en 2018), une proportion sensiblement équivalente à celle de 1990 (77,6 %). La répartition détaillée en 2018 est la suivante : 
terres arables (61 %), forêts (15,6 %), zones agricoles hétérogènes (12,8 %), zones urbanisées (5,6 %), prairies (3 %), mines, décharges et chantiers (1,9 %). L'évolution de l’occupation des sols de la commune et de ses infrastructures peut être observée sur les différentes représentations cartographiques du territoire : la carte de Cassini (XVIIIe siècle), la carte d'état-major (1820-1866) et les cartes ou photos aériennes de l'IGN pour la période actuelle (1950 à aujourd'hui).

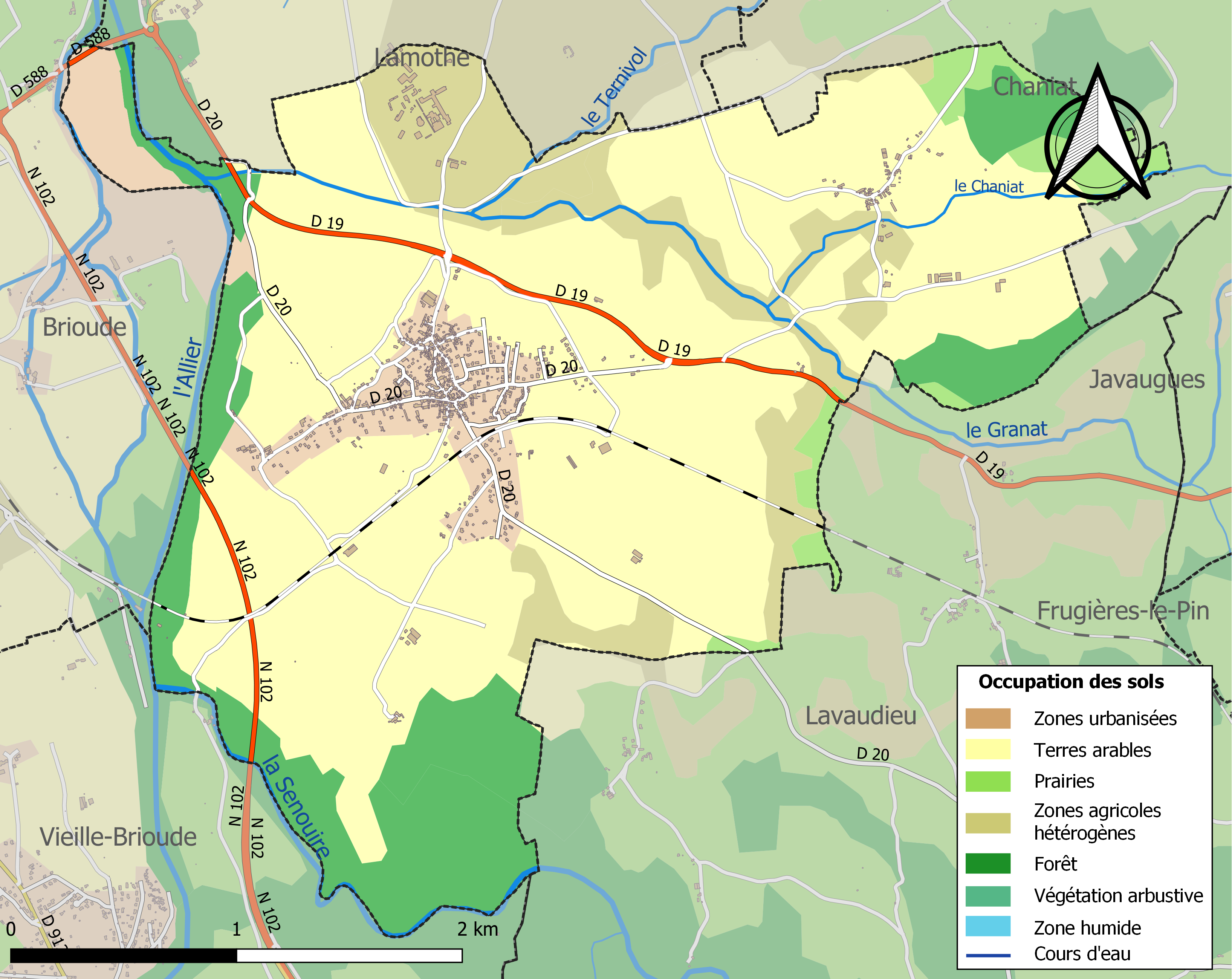
Carte des infrastructures et de l'occupation des sols de la commune en 2018 (CLC).

### Habitat et logement
En 2018, le nombre total de logements dans la commune était de 558, alors qu'il était de 542 en 2013 et de 518 en 2008.
Parmi ces logements, 80,3 % étaient des résidences principales, 5,9 % des résidences secondaires et 13,8 % des logements vacants. Ces logements étaient pour 81,4 % d'entre eux des maisons individuelles et pour 18,6 % des appartements.
Le tableau ci-dessous présente la typologie des logements à Fontannes en 2018 en comparaison avec celle de la Haute-Loire et de la France entière. Une caractéristique marquante du parc de logements est ainsi une proportion de résidences secondaires et logements occasionnels (5,9 %) inférieure à celle du département (16,1 %) mais supérieure à celle de la France entière (9,7 %). Concernant le statut d'occupation de ces logements, 63,1 % des habitants de la commune sont propriétaires de leur logement (62,7 % en 2013), contre 70 % pour la Haute-Loire et 57,5 pour la France entière.
| Typologie                                               | Fontannes | Haute-Loire | France entière |
| ------------------------------------------------------- | --------- | ----------- | -------------- |
| Résidences principales (en %)                           | 80,3      | 71,5        | 82,1           |
| Résidences secondaires et logements occasionnels (en %) | 5,9       | 16,1        | 9,7            |
| Logements vacants (en %)                                | 13,8      | 12,4        | 8,2            |

## Histoire
Fontannes tire son nom des nombreuses fontaines que l'on peut rencontrer dans le village. On y trouve entre autres, la fontaine Saint-Eutrope, point d'eau dans lequel se désaltéra saint Eutrope sur son chemin pour Saint-Jacques de Compostelle. Saint Eutrope devint alors le saint patron de Fontannes.
Fontannes fut au XIXe siècle un port sur l'Allier : des sapinières quittaient Fontannes en direction de l'estuaire de la Loire pour y acheminer du bois, mais aussi d'autres produits de consommation. Aujourd'hui, l'activité de batellerie a complètement disparu.

## Politique et administration

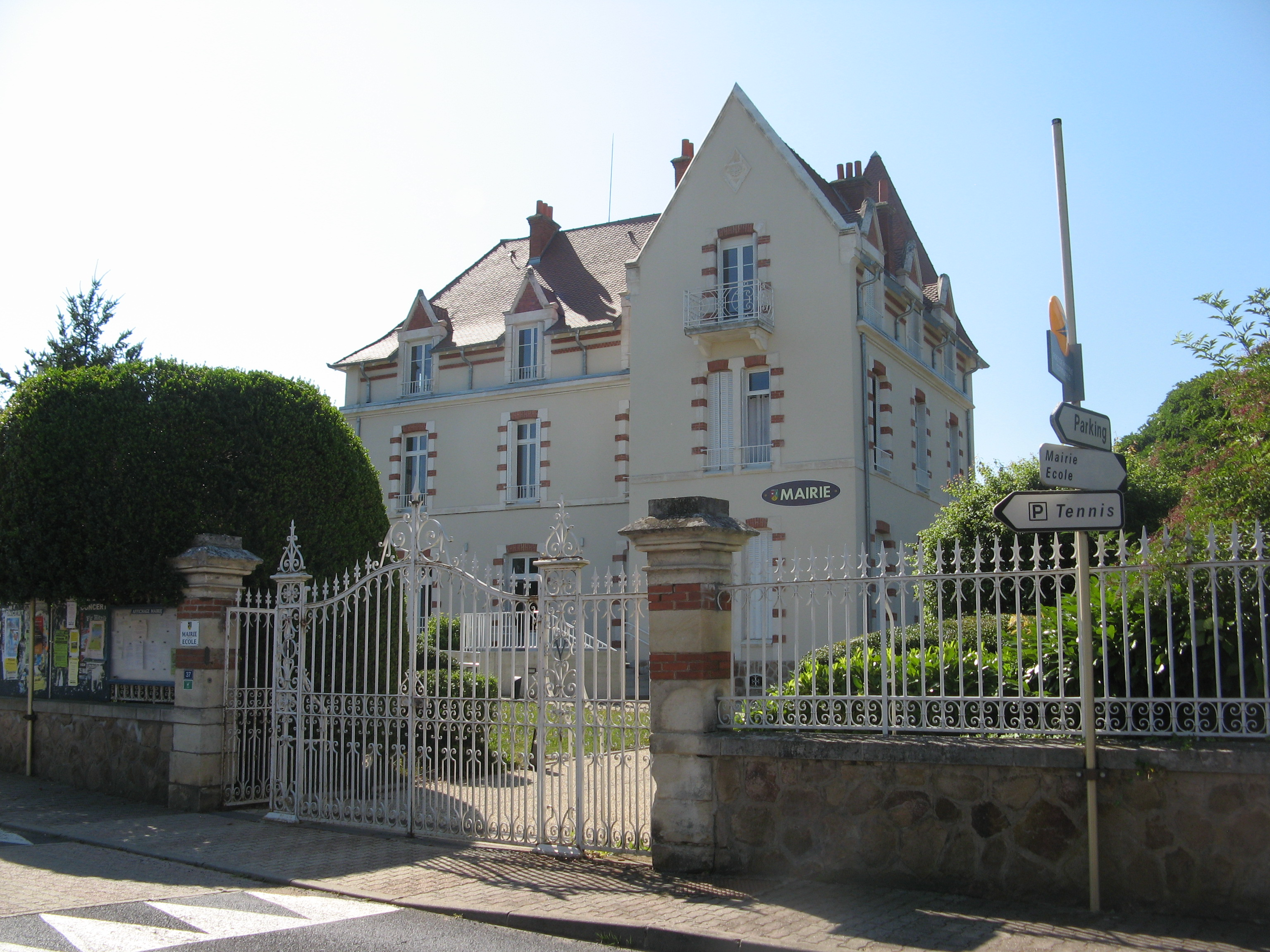
Mairie.

### Découpage territorial
La commune de Fontannes est membre de la communauté de communes Brioude Sud Auvergne, un établissement public de coopération intercommunale (EPCI) à fiscalité propre créé le 11 décembre 2018 dont le siège est à Brioude. Ce dernier est par ailleurs membre d'autres groupements intercommunaux.
Sur le plan administratif, elle est rattachée à l'arrondissement de Brioude, au département de la Haute-Loire, en tant que circonscription administrative de l'État, et à la région Auvergne-Rhône-Alpes.
Sur le plan électoral, elle dépend du canton de Brioude pour l'élection des conseillers départementaux, depuis le redécoupage cantonal de 2014 entré en vigueur en 2015, et de la deuxième circonscription de la Haute-Loire   pour les élections législatives, depuis le redécoupage électoral de 1986.

### Liste des maires
| Période                                  | Période        | Identité            | Étiquette    | Qualité |
| ---------------------------------------- | -------------- | ------------------- | ------------ | --- |
| Les données manquantes sont à compléter. |                |                     |              | |
| 1947                                     | mars 1977      | Pierre Vignancour   |              | |
| mars 1977                                | septembre 2013 | Philippe Vignancour | UDF puis UMP | Vice-président du conseil général de la Haute-Loire conseiller général du canton de Brioude-Sud (1985-2013) |
| octobre 2013                             | En cours       | René Marchaud       | DVD          | |

## Population et société

### Démographie

#### Évolution démographique
L'évolution du nombre d'habitants est connue à travers les recensements de la population effectués dans la commune depuis 1793. Pour les communes de moins de 10 000 habitants, une enquête de recensement portant sur toute la population est réalisée tous les cinq ans, les populations de référence des années intermédiaires étant quant à elles estimées par interpolation ou extrapolation. Pour la commune, le premier recensement exhaustif entrant dans le cadre du nouveau dispositif a été réalisé en 2005.

En 2022, la commune comptait 878 habitants, en évolution de −8,73 % par rapport à 2016 (Haute-Loire : +0,36 %, France hors Mayotte : +2,11 %).
| 1793 | 1800 | 1806 | 1821 | 1831 | 1836 | 1841 | 1846 | 1851 |
| ---- | ---- | ---- | ---- | ---- | ---- | ---- | ---- | ---- |
| 539  | 517  | 518  | 536  | 589  | 596  | 556  | 605  | 588  |

| 1856 | 1861 | 1866 | 1872 | 1876 | 1881 | 1886 | 1891 | 1896 |
| ---- | ---- | ---- | ---- | ---- | ---- | ---- | ---- | ---- |
| 614  | 604  | 647  | 631  | 611  | 637  | 605  | 623  | 567  |

| 1901 | 1906 | 1911 | 1921 | 1926 | 1931 | 1936 | 1946 | 1954 |
| ---- | ---- | ---- | ---- | ---- | ---- | ---- | ---- | ---- |
| 564  | 554  | 503  | 423  | 436  | 449  | 458  | 466  | 400  |

| 1962 | 1968 | 1975 | 1982 | 1990 | 1999 | 2005  | 2006  | 2010  |
| ---- | ---- | ---- | ---- | ---- | ---- | ----- | ----- | ----- |
| 425  | 483  | 538  | 665  | 774  | 873  | 1 069 | 1 094 | 1 058 |

| 2015 | 2020 | 2022 | - | - | - | - | - | - |
| ---- | ---- | ---- | - | - | - | - | - | - |
| 975  | 886  | 878  | - | - | - | - | - | - |

#### Pyramide des âges
La population de la commune est relativement jeune.
En 2018, le taux de personnes d'un âge inférieur à 30 ans s'élève à 33,2 %, soit au-dessus de la moyenne départementale (31 %). À l'inverse, le taux de personnes d'âge supérieur à 60 ans est de 26,5 % la même année, alors qu'il est de 31,1 % au niveau départemental.
En 2018, la commune comptait 435 hommes pour 483 femmes, soit un taux de 52,61 % de femmes, légèrement supérieur au taux départemental (50,87 %).
Les pyramides des âges de la commune et du département s'établissent comme suit.
| Hommes | Classe d’âge | Femmes |
| ------ | ------------ | ------ |
| 0,2    | 90 ou +      | 1,0    |
| 5,0    | 75-89 ans    | 8,5    |
| 18,0   | 60-74 ans    | 20,1   |
| 26,6   | 45-59 ans    | 23,5   |
| 14,7   | 30-44 ans    | 16,0   |
| 22,0   | 15-29 ans    | 15,8   |
| 13,5   | 0-14 ans     | 15,2   |

| Hommes | Classe d’âge | Femmes |
| ------ | ------------ | ------ |
| 0,9    | 90 ou +      | 2,5    |
| 8,4    | 75-89 ans    | 11,7   |
| 20,4   | 60-74 ans    | 20,5   |
| 21,3   | 45-59 ans    | 20,3   |
| 16,8   | 30-44 ans    | 16,3   |
| 15,2   | 15-29 ans    | 13,2   |
| 17     | 0-14 ans     | 15,6   |

### Activités socio-culturelle
Associations :
- Brin de Ficelle est la plus grosse association fontannoise et propose une halte-garderie, un centre de loisirs, un accueil périscolaire, un accueil jeunes, une ludothèque ainsi qu'une médiathèque (bibliothèque + centre multimédia).
- L'Union Sportive Fontannes : club de football évoluant au niveau départemental.
- Le Tennis Club de Fontannes : club de tennis.
- Le comité des Fêtes.
- L'amicale des Jeunes.
- Association des parents d'élèves.
- ACCA Fontannes (société de chasse).
- Association des anciens combattants.
- Le club de l'âge d'or.
- Association Sport Avenir Environnement Fontannois.
- Conseil inter-paroisial.

### Enseignement
La commune est dotée d'un établissement public local d'enseignement et de formation professionnelle agricole (EPLEFPA de Brioude-Bonnefont). Ainsi que d'une école maternelle-primaire-élémentaire publique.
L'EPLEFPA de Brioude-Bonnefont regroupe un lycée d'enseignement général et technologiques agricoles (LEGTA), un centre de formation d'apprentis (CFA de la Haute-Loire), un centre de formations professionnelles et de promotion agricoles (CFPPA), un centre de formations professionnelles forestier (CFPF), une exploitation agricole et un centre équestre.

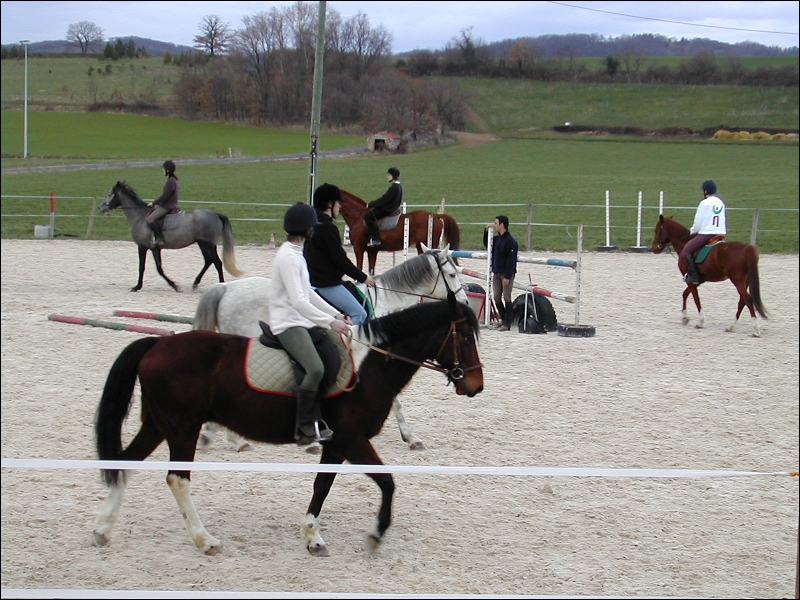
Centre équestre de Bonnefont.
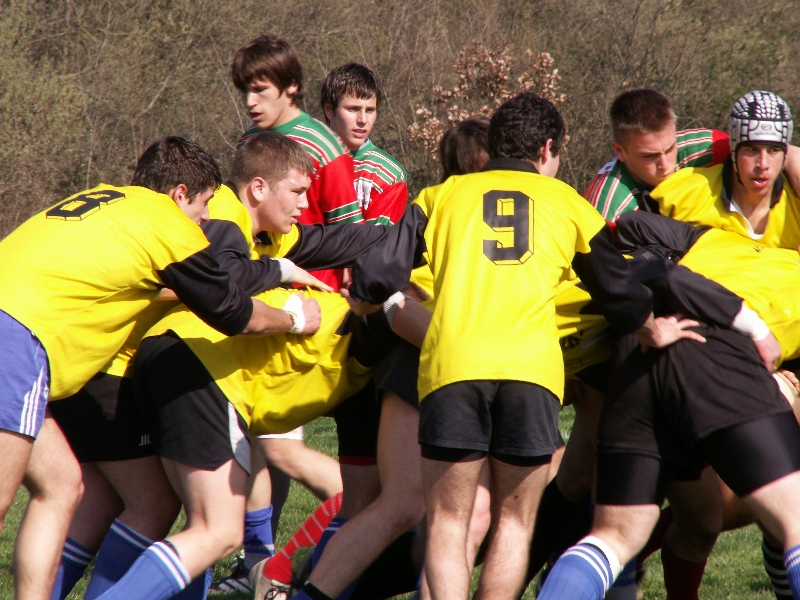
Section sportive rugby Bonnefont.
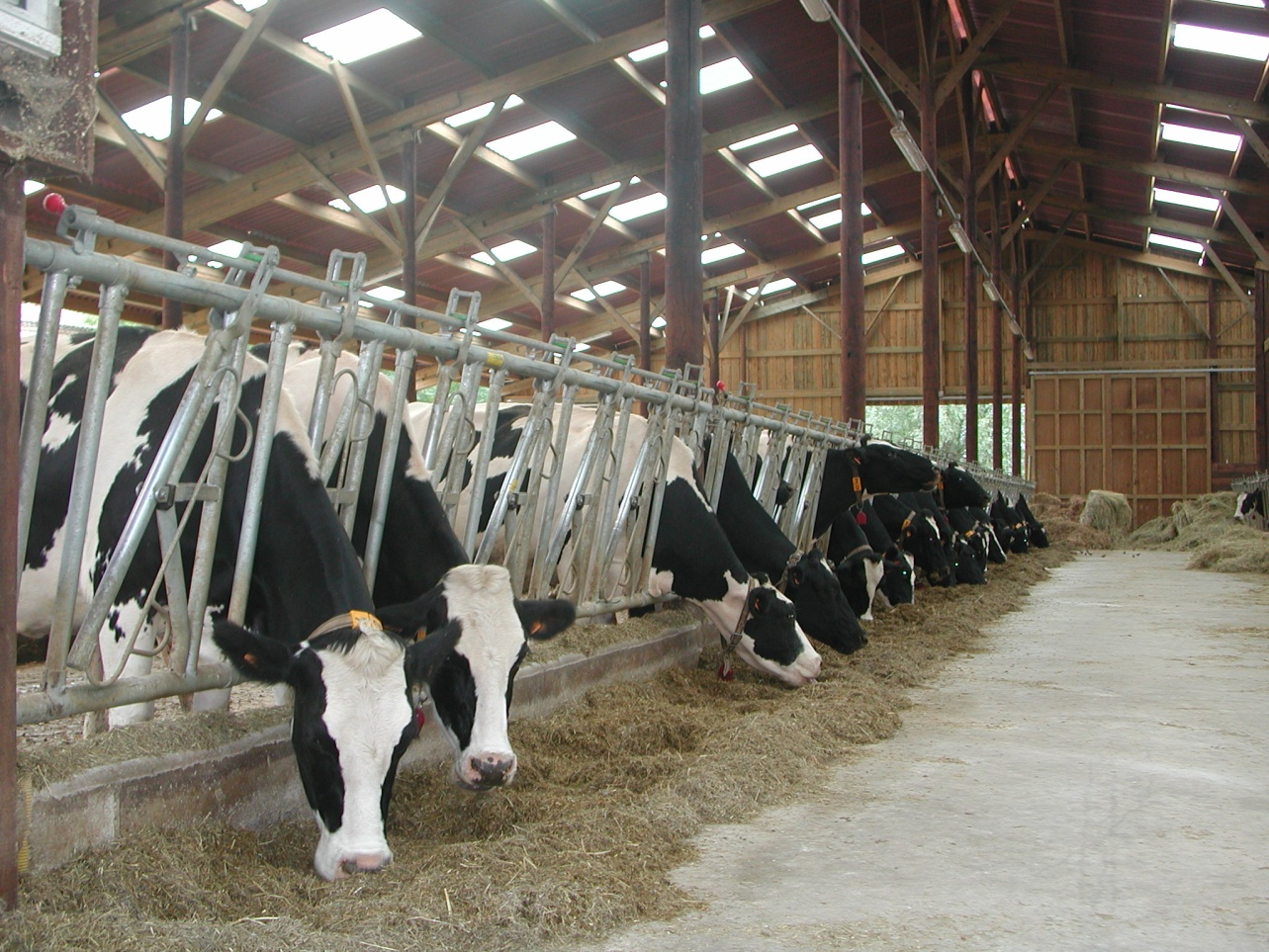
Exploitation agricole Bonnefont.

La commune dispose de deux courts de tennis, un stade de football, des terrains de boules éclairés, des aires de jeux et de loisirs, une salle polyvalente, une salle paroissiale et un centre équestre.

### Sport
Le club de football de l'Union Sportive Fontannoise est basé à Fontannes.

## Activités industrielles et commerciales
La commune, essentiellement rurale, dispose de petits commerces, boulangerie, bar-épicerie-journaux, restaurants, garage, salon de coiffure.
Est également implantée l'entreprise Effiance (longtemps nommée KJ) spécialisée dans la réalisation de circuits imprimés, bobinages, câblages et injections plastiques.

## Économie

### Revenus
En 2018, la commune compte 384 ménages fiscaux, regroupant 878 personnes. La médiane du revenu disponible par unité de consommation est de 20 710 € (20 800 € dans le département).

### Emploi
| Division       | 2008  | 2013  | 2018  |
| -------------- | ----- | ----- | ----- |
| Commune        | 5,5 % | 9,9 % | 6 %   |
| Département    | 6,3 % | 7,7 % | 7,7 % |
| France entière | 8,3 % | 10 %  | 10 %  |

En 2018, la population âgée de 15 à 64 ans s'élève à 606 personnes, parmi lesquelles on compte 72 % d'actifs (66 % ayant un emploi et 6 % de chômeurs) et 28 % d'inactifs,. Depuis 2008, le taux de chômage communal (au sens du recensement) des 15-64 ans est inférieur à celui de la France et du département.
La commune fait partie de la couronne de l'aire d'attraction de Brioude, du fait qu'au moins 15 % des actifs travaillent dans le pôle,. Elle compte 295 emplois en 2018, contre 318 en 2013 et 328 en 2008. Le nombre d'actifs ayant un emploi résidant dans la commune est de 410, soit un indicateur de concentration d'emploi de 71,9 % et un taux d'activité parmi les 15 ans ou plus de 56,7 %.
Sur ces 410 actifs de 15 ans ou plus ayant un emploi, 88 travaillent dans la commune, soit 21 % des habitants. Pour se rendre au travail, 88,9 % des habitants utilisent un véhicule personnel ou de fonction à quatre roues, 0,5 % les transports en commun, 7,3 % s'y rendent en deux-roues, à vélo ou à pied et 3,3 % n'ont pas besoin de transport (travail au domicile).

## Culture locale et patrimoine

### Lieux et monuments

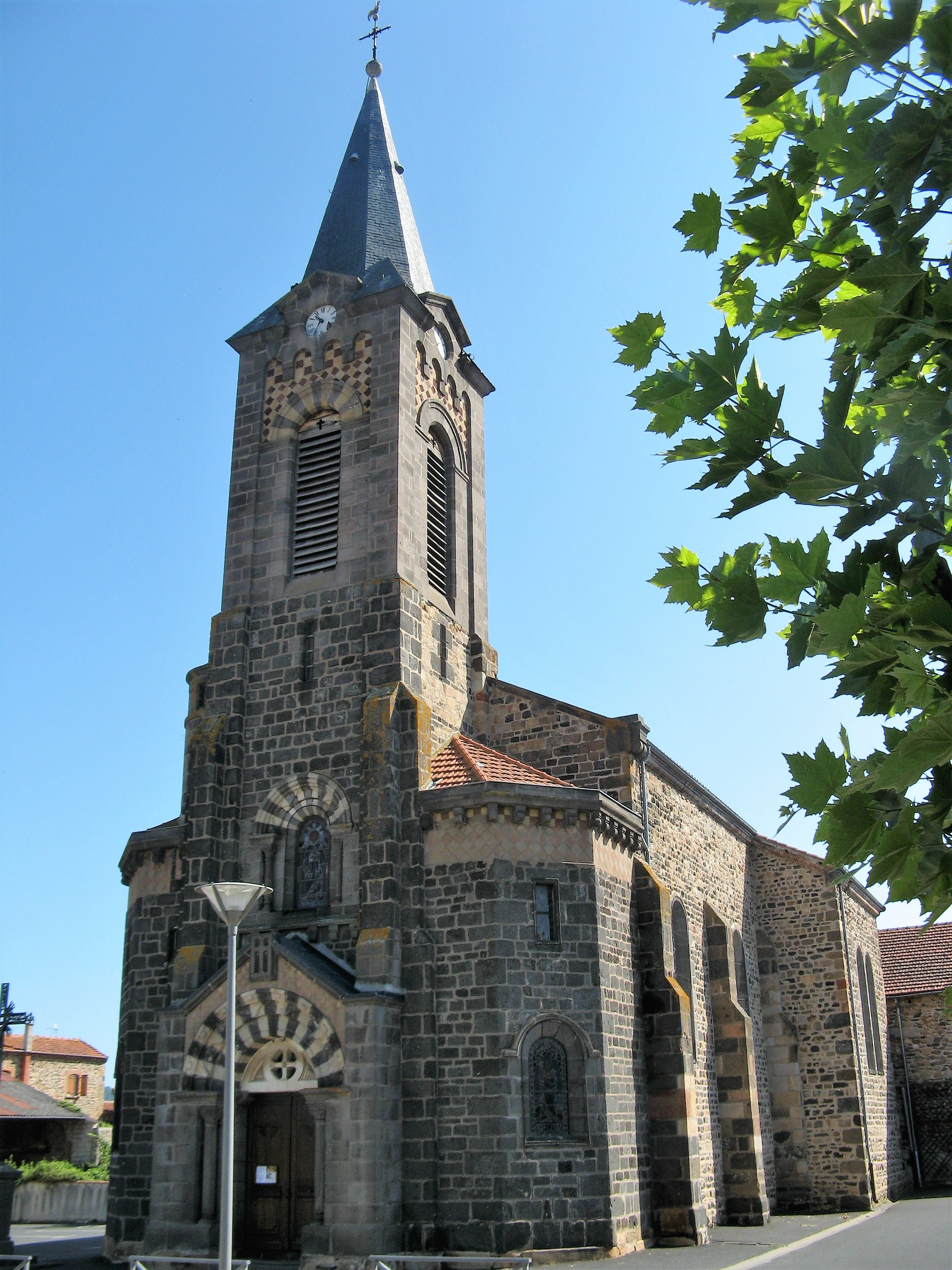
Église St-Eutrope

- Pont de la Bajasse, bâti au xve siècle pour franchir la Sénouire[21], en partie sur la commune de Vieille-Brioude, il est inscrit au titre des monuments historiques le 14 juin 2002[22].
- Église paroissiale Sainte-Eutrope.

### Personnalités liées à la commune
- Alfred Renaudin (1866-1944), peintre, y est décédé.

### Héraldique

Tiercé en pairle renversé.

Description : Tiercé en pairle renversé : au premier de gueules (rouge) à une coquille d'argent, au deuxième de sinople (vert) à un étui de crosse d'argent, au troisième d'or (jaune) à une ancre de sable.
- La coquille est l’emblème des pèlerins et nous rappelle que Fontannes était située sur l'ancienne voie romaine menant à Saint-Jacques-de-Compostelle.
- L'étui de crosse fait référence à saint Eutrope, saint patron de Fontannes.
- L'ancre symbolise l'important port de batellerie qui existait à Fontannes.